# Церква Святого Георгія (Лалібела)
Церква Святого Георгія (амх. በት ጊዮርጊስ, Бет Ґіорґіс) — православна церква в місті Лалібела, Ефіопія. Є найвідомішою та останньою, за часом створення, з одинадцяти древніх монолітних церков XIII століття у місті Лалібела, Ефіопія. Входить до складу об'єкту «Висічені у скелі церкви Лалібели», який є частиною Світової спадщини ЮНЕСКО. Святиня та місце паломництва вірних Ефіопської православної церкви. Була названа «Восьмим дивом світу».

## Історія
Церква Святого Георгія була побудована у середині XII століття за наказом майбутнього негуса Ефіопії Гебре Мескель Лалібела з династії Заґве, який вирішив створити у своїй країні новий Єрусалим. За переказами, церква з'явилася завдяки самому святому Георгію — покровителю Ефіопії. Він з'явився уві сні негусу Гебре Мескель Лалібела та доручив побудувати церкву.
У 1978 році церква Святого Георгія, у складі «Висічених у скелі церков Лалібели», була внесена до списку Світової спадщини ЮНЕСКО.

## Архітектура
Унікальність монолітних церков Лалібели в тому, що вони не побудовані у прямому сенсі слова, а висічені в кам'яній товщі червоного вулканічного туфу. Плоский дах церкви Святого Георгія розташовується на одному рівні з поверхнею землі, а подвір'я церкви являє собою котлован глибиною 12 метрів. Церква складає єдиний кам'яний моноліт зі скелею яка її оточує. Потрапити до її підніжжя можливо тільки через тунель, висічений у скелі.

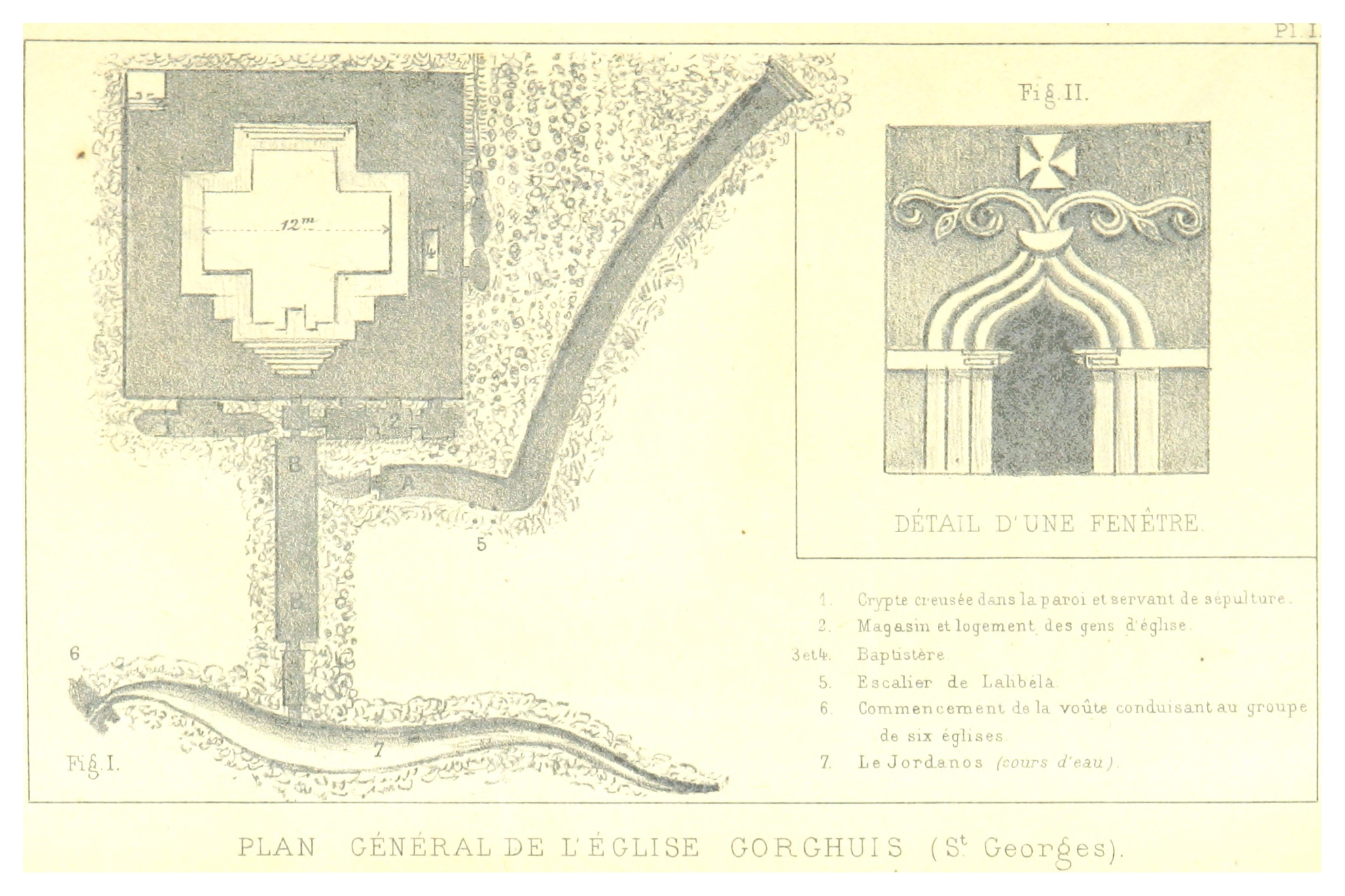

Існує дві версії щодо технології будівництва церкви. Згідно з однією з них — подвір'я було висічене у скельній породі як кільцеподібна траншея, і лише потім з кам'яної брили, що залишилася в середині, стали висікати церкву, з усіма її внутрішніми приміщеннями, склепіннями, арками та вікнами.
Згідно з іншою теорією — виїмка породи та оздоблення церкви велися одночасно, зверху вниз, ярус за ярусом.
Церква є хрестоподібної форми, розміри хреста 12 × 12 метрів. Висота церкви також 12 метрів. Площа кам'яної шахти, в якій розташована церква, становить 25 на 25 метрів. Прохід до головного входу, розташованого із західного боку будівлі, веде крізь вузький тунель, призначений для переміщення максимум двох осіб.
Стіни храму декоровані карнизами та пілястрами, плоский дах прикрашений орнаментом у формі грецького хреста. На стелі кожен кінець хреста перетинається округлою аркою, вирізьбленою з продовження пілястрів, які здіймаються з чотирьох кутків центрального простору.
Із зовнішнього боку будівля церкви візуально ділиться на поверхи, прикрашені зверху віконними прорізами у вигляді арки. Всередині церква Святого Георгія має всього один поверх.
Більшу частину дня в церкві Святого Георгія панує напівтемрява. Сонячні промені освітлюють внутрішнє оздоблення церкви тільки в полудень. Унікальність стародавньої споруди полягає в тому, що, на відміну від інших церков Лалібели, вона не має жодної колони.

## Світлини

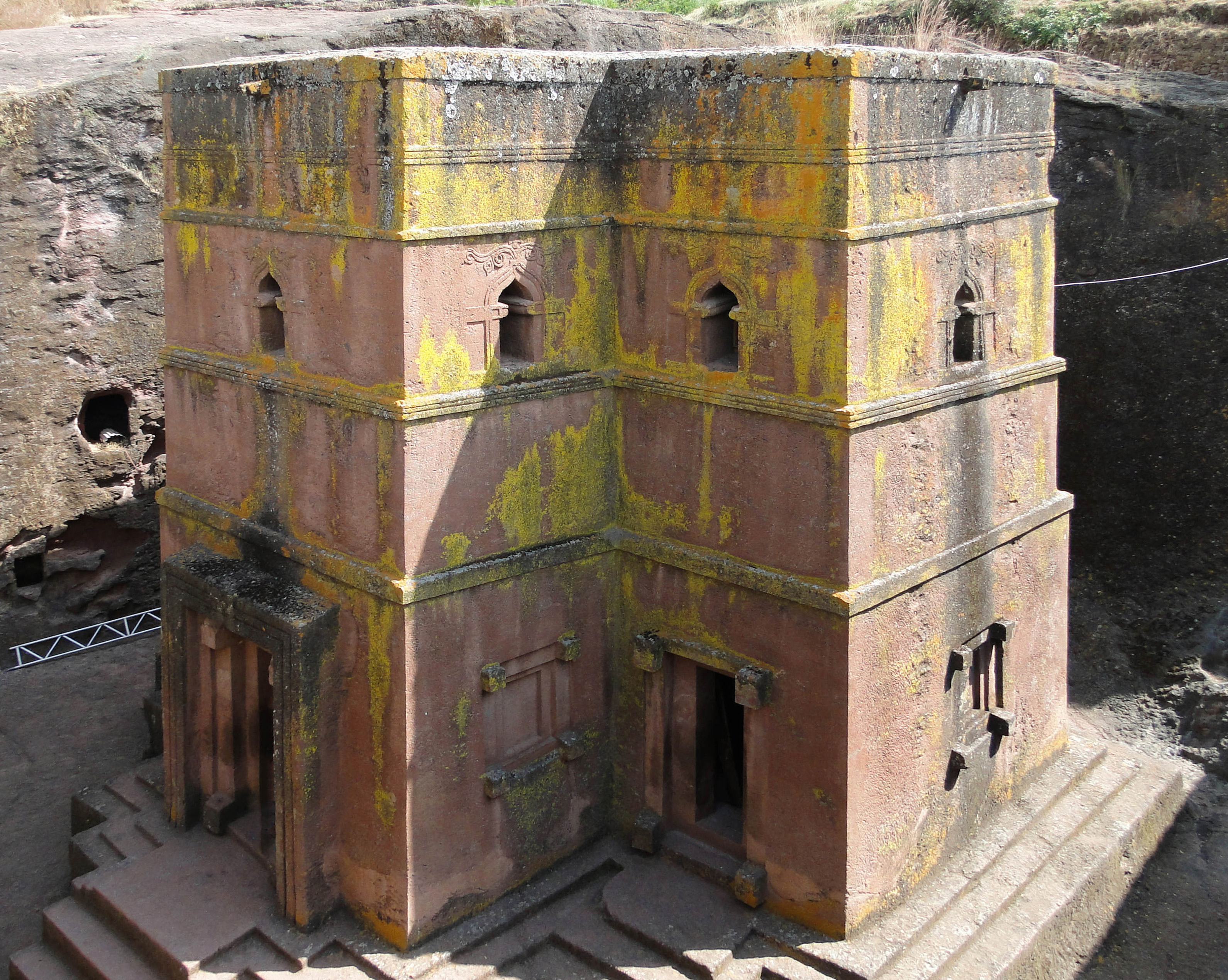
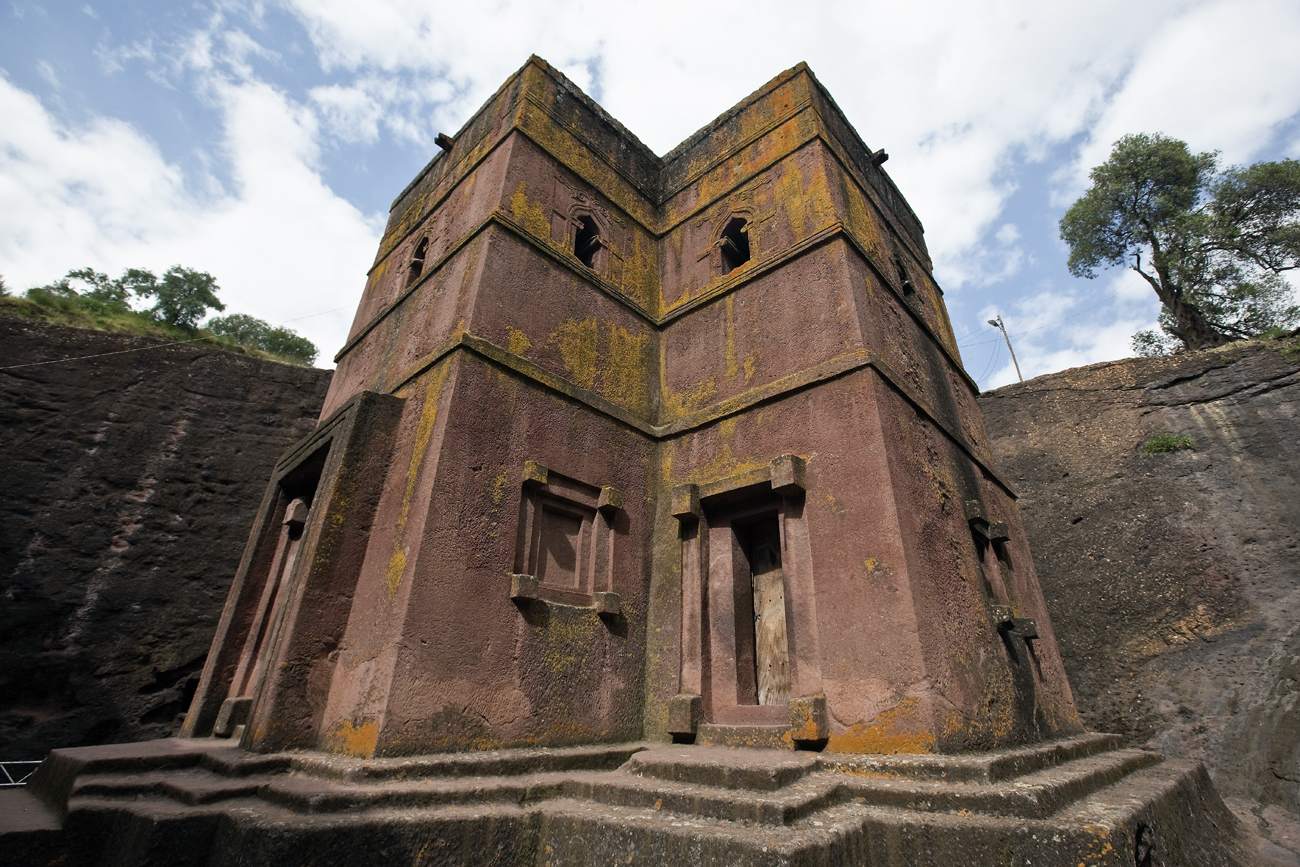
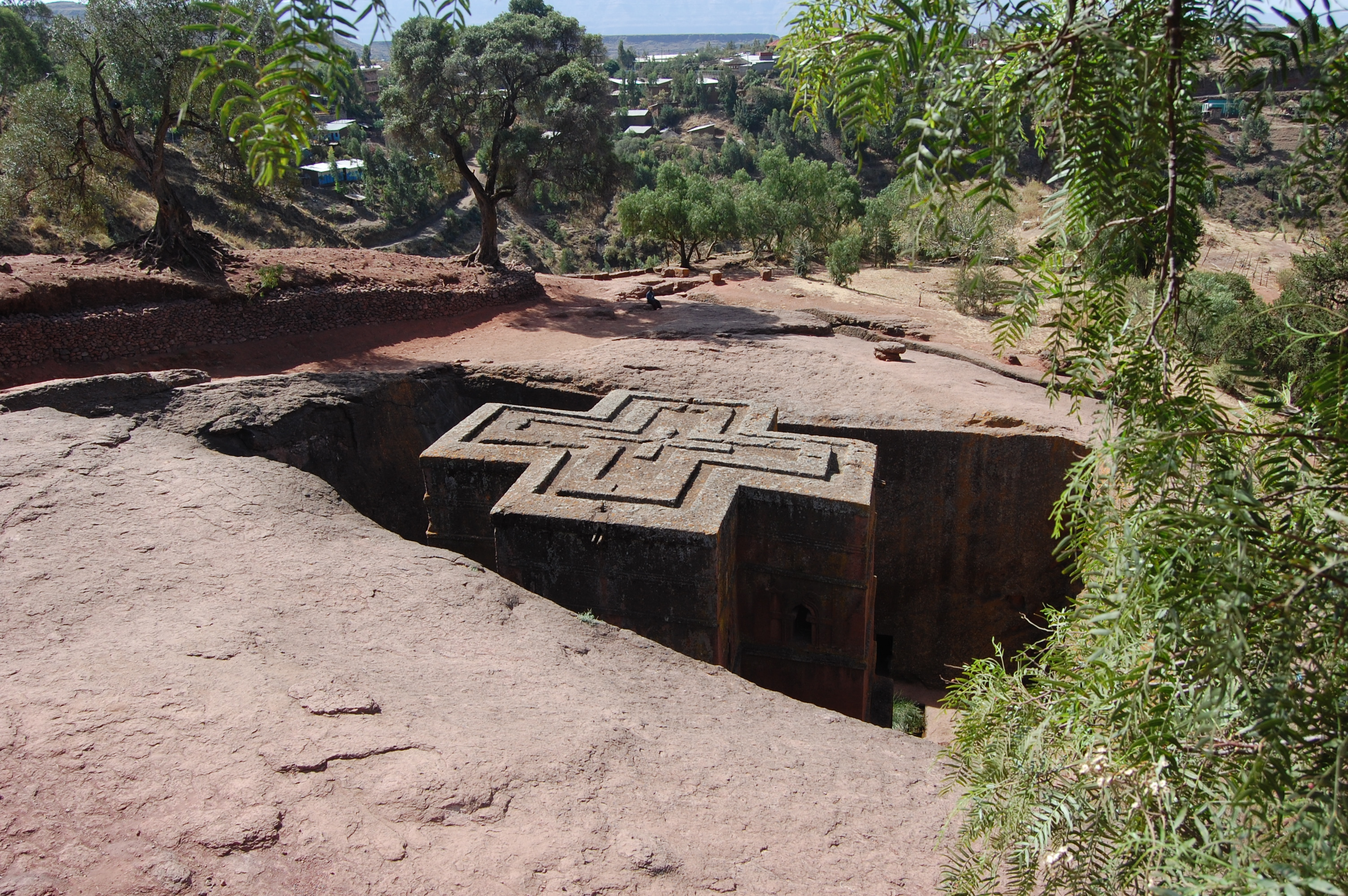
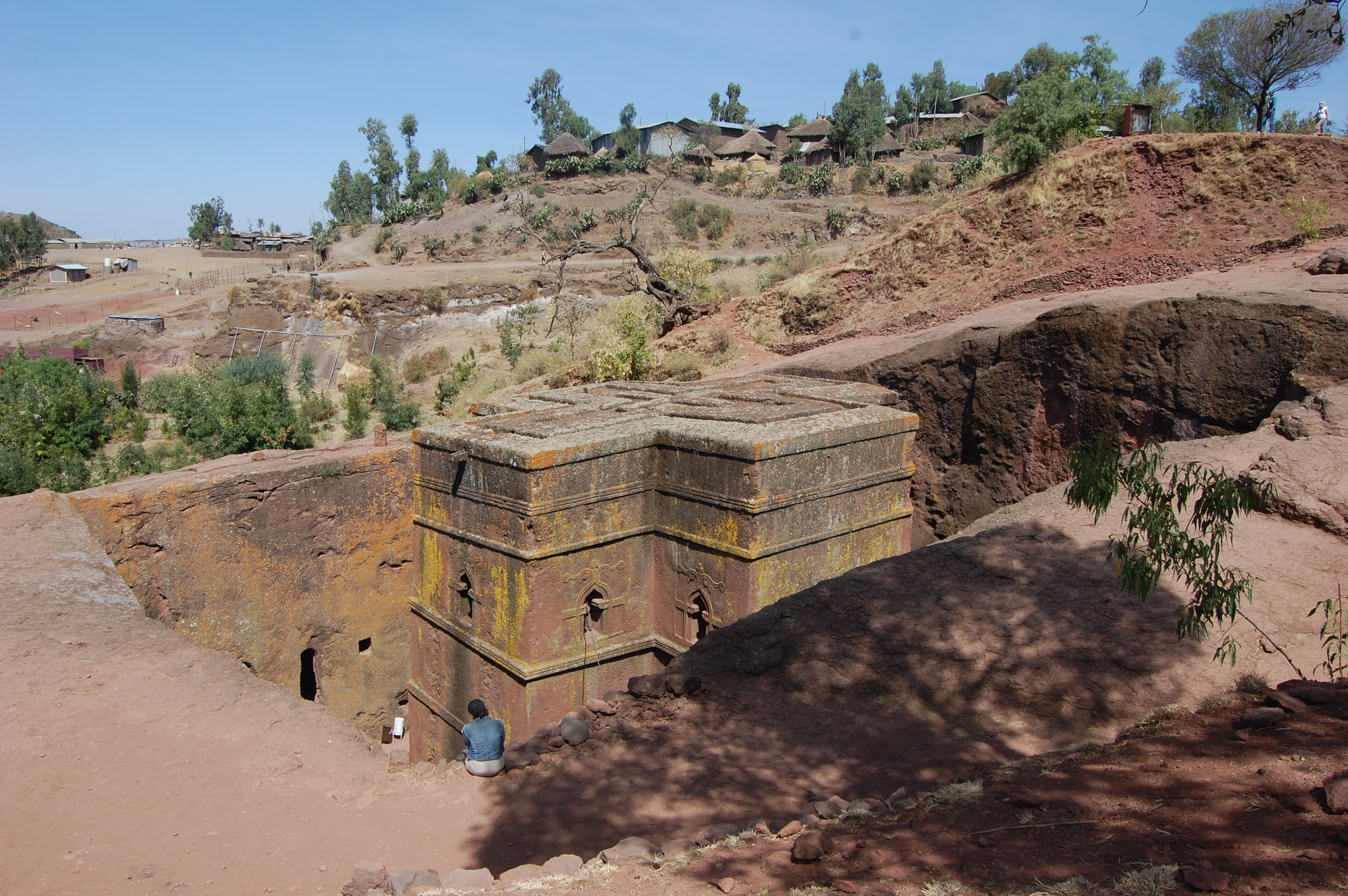
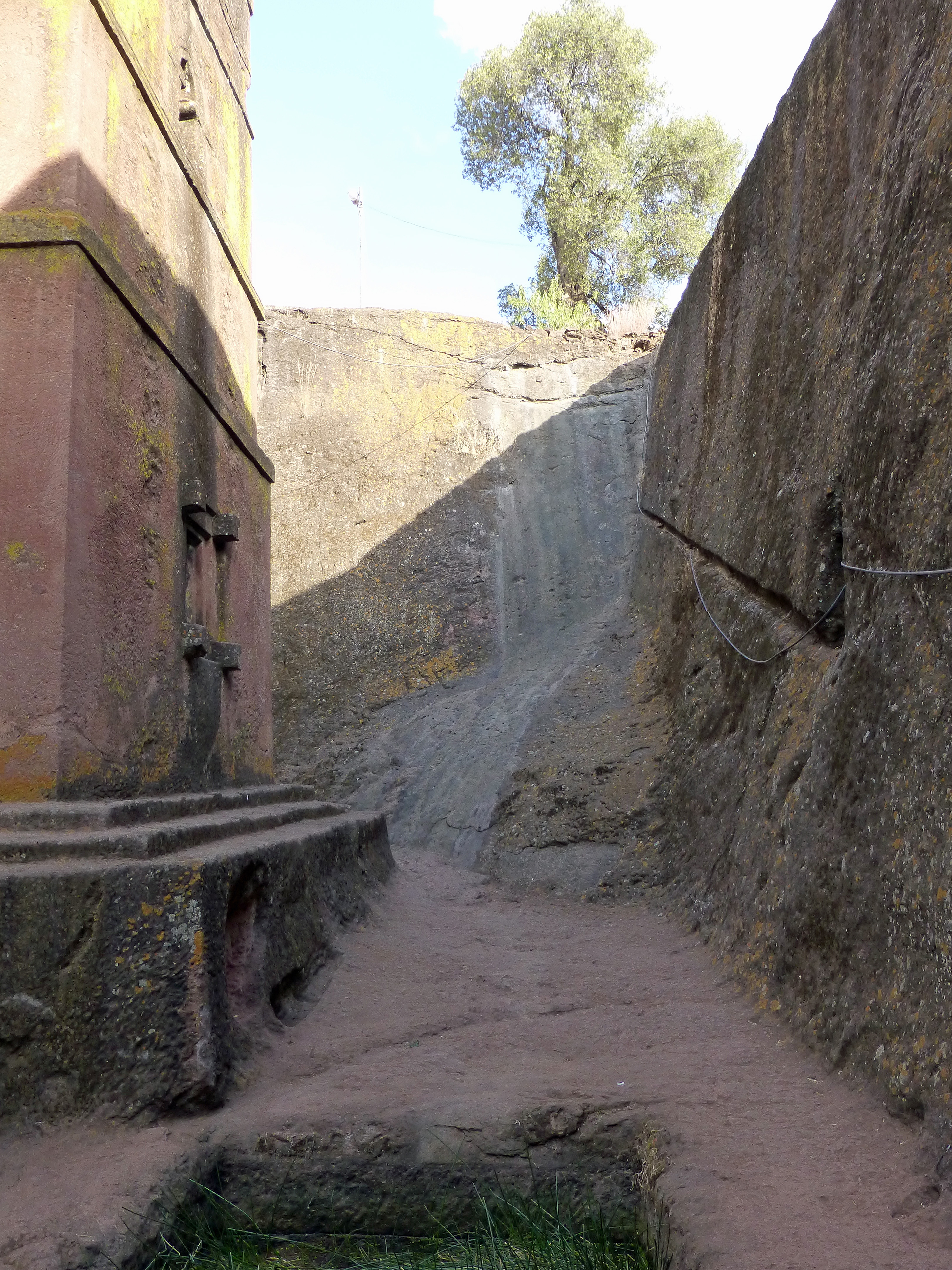